# Margret Allner
Margret Allner (* 20. April 1942 in Dessau; † 22. Juni 2000) war eine deutsche Schauspielerin und Synchronsprecherin.

## Leben
Margret Allner lernte nach dem Schulbesuch den Beruf einer Fotochemiefacharbeiterin in der ORWO-Filmfabrik Wolfen und arbeitete dort zeitweilig sogar in der Isotopen-Forschung. Hier wirkte sie bereits am Arbeitertheater mit, fasste Vertrauen zu ihrem Talent und absolvierte von 1961 bis 1964 ein Schauspielstudium an der Staatlichen Schauspielschule Berlin. Anschließend erhielt sie ihr erstes Engagement an den Bühnen der Stadt Gera, wo sie fast 20 Jahre tätig war.
Im November 1988 wirkte sie im Programm der Berliner Distel, anlässlich des  35. Jahrestages deren Bestehens, Keine Müdigkeit vorschützen mit, welches nach einer öffentlichen Generalprobe verboten wurde. Neben ihren Theaterarbeiten war sie auch für den Film und das Fernsehen vor der Kamera und als Synchronsprecherin tätig.
Margret Allner war ab dem Ende der 1980er Jahre mit dem Schauspieler und Regisseur Horst Ludwig (1930–2003) verheiratet und hieß nun bürgerlich Margret Allner-Ludwig.

## Filmografie
- 1963: Die Spur führt in den 7. Himmel (Fernsehfünfteiler, 1 Episode)
- 1963: Es geht nicht ohne Liebe (Fernsehfilm)
- 1963/1974: Christine
- 1968: Die Toten bleiben jung
- 1970: Dr. med. Sommer II
- 1972: Der Regimentskommandeur
- 1980: Unser Mann ist König (Fernsehserie, 1 Episode)
- 1988: Polizeiruf 110: Flüssige Waffe (Fernsehreihe)
- 1988: Zahn um Zahn (Fernsehserie, 1 Episode)
- 1989: Die gläserne Fackel (Fernsehserie, 1 Episode)
- 1990: Polizeiruf 110: Abgründe
- 1990: Alter schützt vor Liebe nicht (Fernsehfilm)

## Theater
- 1964: Nikolai Gogol: Der Revisor – Regie: Wolfgang Fleischmann (Bühnen der Stadt Gera)
- 1964: Seán O’Casey: Purpurstaub (leichtes Mädchen) – Regie: Hans-Georg Simmgen (Bühnen der Stadt Gera)
- 1973: William Shakespeare: Romeo und Julia – Regie: Christian Bleyhoeffer (Bühnen der Stadt Gera)
- 1977: Tibor Déry: Fiktiver Report über ein amerikanisches Pop-Festival (Ärztin Marianne) – Regie: Dietrich Kunze (Bühnen der Stadt Gera)
- 1979: Georges Feydeau: Baby hat nichts gemacht – Regie: Hartmut Ostrowski (Bühnen der Stadt Gera – Bühne am Park)
- 1986: Heinz Kahlow/Gerd Natschinski: Das Dekameronical – Regie: Rudolf Schraps (Staatsoperette Dresden)
- 1990: Agatha Christie: Die Mausefalle – Regie: Wolfgang Reinsch (Kammertheater Karlsruhe)
- 1991: Pierre Chesnot: Sicher ist sicher – Regie: Wolfgang Reinsch (Kammertheater Karlsruhe)

## Synchronisation
- 1969: Kay Harding als Marie Journet  in Die Kralle  (1944)
- 1977: Naďa Konvalinková als Marjanka in Wie Honza beinahe König geworden wäre